# André de La Vigne
André ou Andrieu de La Vigne est un écrivain français, poète, chroniqueur et dramaturge, né vers 1470 à La Rochelle et mort vers 1526. Il a été l'un des premiers Grands rhétoriqueurs. 
Très tôt il est choisi pour être le chroniqueur de l’expédition de Charles VIII à Naples qu'il retranscrit entre 1494 et 1495. Après avoir perdu son emploi à la cour, il propose ses services aux ducs de Lorraine et de Savoie avant de retrouver sa place à la cour en devenant le secrétaire d'Anne de Bretagne en 1504. François Ier lui confie la responsabilité d'écrire une chronique de son règne qu'il n'a jamais achevée.
Il a été le premier poète français à composer un sonnet en italien. 

## Œuvres
En 1496, il compose  à la demande des édiles de Seurre en Bourgogne, sur la recommandation de Philippe de Hochberg, seigneur de Serre, trois pièces de théâtre qui sont représentées pour la fête patronale : Un mystère de Saint Martin,, La Moralité de l'aveugle et du boiteux ainsi que La Farce du meunier. 
En 1500, il publie son œuvre la plus connue, Le Verger, rassemblant de nombreux genres poétiques. On y voit des influences assez hétéroclites : ballades, pièces épicuriennes, ou encore des triolets. Il compose le Blason de la guerre du pape contre le roy tres chretien, composé d'épîtres et de pièces ayant pour sujet François Ier en 1501.
Il endosse également le rôle de traducteur en présentant en 1534 une nouvelle traduction des XXI épîtres d'Ovide.

## Pour approfondir

### Éditions critiques
- Anna Slerca, Le voyage de Naples ; édition critique avec introduction, notes et glossaire, Milan, Vita e pensiero, coll. « Contributi del Centro studi sulla letteratura medio-francese » (no 2), 1981, 406 p.

### Études
- Édouard Le Marant de Kerdaniel, Un rhétoriqueur : André de la Vigne, Paris, Champion, 1919, 143 p..
- Sylvie Lefèvre, « André de La Vigne », dans Robert Bossuat, Louis Pichard, Guy Raynaud de Lage, Geneviève Hasenohr, Michel Zink (dir.), Dictionnaire des lettres françaises. Le Moyen Âge, Paris, Fayard,, 1992, p. 58-59.
- André Tournon, Michel Bideaux, Hélène Moreau, Gilles Polizzi, Histoire de la littérature française du XVIe siècle, deuxième édition actualisée, avec la collaboration de Ph. Gardy, M.-Ch. Géraud-Gomez et M. Simonin, coll. Histoire de la littérature française, dirigée par Jean Rohou, éd. Presses Universitaires de Rennes, 2016.